# Comunità montana Bassa Valle Elvo
La Comunità montana Bassa Valle Elvo è un'ex comunità montana della regione Piemonte

## Storia
La comunità montana, istituita nel 2003, è stata soppressa nel 2009 ed è confluita, insieme alla Comunità montana Alta Valle Elvo, nella nuova Comunità montana Valle dell'Elvo. Essa riguardava una parte della valle del torrente Elvo, che scorre nel territorio piemontese interessando la provincia di Biella.
Il suo territorio includeva i comuni di:
- Camburzano
- Mongrando
- Occhieppo Inferiore
- Occhieppo Superiore